# أغسطس، ناخب ساكسونيا
أغسطس (31 يوليو 1526 - 11 فبراير 1586)؛ كان ناخب ساكسونيا.
هو الابن الأصغر ولكن الثاني على قيد الحياة لـ هاينريش الرابع، دوق ساكسونيا وكاترين من مكلنبورغ، بحيث ينتمي إلى فرع الألبرتي من بيت فتين؛ كان هذا الفرع في الأصل حكام دوقية ساكسونيا، ولكن أصبح ناخبو ساكسونيا منذ عام 1547 بحيث كان شقيقه الأكبر موريس أول ناخب ساكسونيا من هذا الفرع بعد تنازل ابن عمهم الفرع الإرنستي عنها بسبب معارضة آخرهم لإمبراطور الكاثوليكي، أصبح أوغسطس الناخب التالي بعد وفاة شقيقه الأكبر دون ورثة من الذكور في عام 1553، ومع ذلك كان عليه محاربة ادعاءات الفرع الإرنستي  التي قادها يوهان فريدرش الثاني ابن غريم شقيقه يوهان فريدرش.

## الزواج والأبناء
- في تورجاو في 7 أكتوبر 1548 تزوجت أوغسطس من آنا ابنة كريستيان الثالث ملك النمارك؛ وأنجبت له خمسة عشر ابناً:-

1. يوهان فريدرش (5 مايو 1550 - 12 نوفمبر 1550).
2. إليونور (2 مايو 1551 - 24 أبريل 1553).
3. إليزابيث (18 أكتوبر 1552 - 2 أبريل 1590)؛ تزوجت من يوهان كازيمير، كونت بالاتينات-سيمرن، فصلت عنه في 1589.
4. ألكساندر (21 فبراير 1554 - 8 أكتوبر 1556)؛ ولي العهد.
5. ماغنوس (24 سبتمبر 1555 - 6 نوفمبر 1558).
6. يواخيم (3 مايو 1557 - 21 نوفمبر 1557).
7. هكتور (7 أكتوبر 1558 - 4 أبريل 1560).
8. كريستيان الأول (29 أكتوبر 1560 - 25 سبتمبر 1591)؛ خلف والده.
9. ماري (8 مارس 1562 - 6 يناير 1566).
10. دوروثيا (4 أكتوبر 1563 - 13 فبراير 1587)؛ تزوجت من هاينريش يوليس، دوق براونشفايغ-فولفنبوتل.
11. أمالي (28 يناير 1565 - 2 يوليو 1565).
12. آنا (16 نوفمبر 1567 - 27 يناير 1613)؛ تزوجت من يوهان كازيمير دوق ساكس كوبورغ الابن البكر لـ غريمه يوهان فريدرش الثاني.
13. أغسطس (23 أكتوبر 1569 - 12 فبراير 1570).
14. أدولف (8 أغسطس 1570 - 12 مارس 1573).
15. فريدرش (18 يونيو 1575 - 24 يناير 1577).

آنا توفيت في 1 أكتوبر 1585.
- ثم تزوج في 3 يناير 1586 من أغنيس هيدفيغ دي أنهالت-ديساو بحيث كانت في الثالثة العشر من العمر، في حين هو في الستين؛ توفي أغسطس بعد شهر من الزواج.

## روابط خارجية
- أغسطس، ناخب ساكسونيا على موقع الموسوعة البريطانية (الإنجليزية)
- أغسطس، ناخب ساكسونيا على موقع إن إن دي بي (الإنجليزية)